# Infinitif passé en français
 (mars 2013).
L’infinitif passé est une des formes verbales composées du français ; la forme simple correspondante est l’infinitif présent. 

## Composition
Comme toutes les formes composées, il est formé de l’auxiliaire être ou avoir (choisi selon les mêmes critères que pour le passé composé) et du participe passé du verbe (qui s’accorde dans les mêmes conditions que dans le cas du passé composé). Ex :
- infinitif présent / infinitif passé
- courir / avoir couru
- rentrer / être rentré(e)(s)

- Ils ont acheté un cornet de frites et, après les avoir mangées, ils ont jeté l’emballage.
- Être restée sur le balcon toute une semaine a fait beaucoup de bien à ma plante.

## Emploi
Comme toutes les formes composées, l’infinitif passé exprime l’aspect accompli et l’antériorité. Il s’utilise dans les mêmes conditions que l’infinitif présent, qu’il remplace lorsqu’on veut ou doit exprimer que l’action est achevée antérieurement au moment de l'énonciation (moment où on parle) ou antérieurement à une autre action.
Antériorité par rapport au moment de l'énonciation :
- Merci de remettre votre matériel en place avant de partir. (notice à l’usage des nouveaux arrivants qui n’ont pas encore rangé le matériel)
- Merci d’avoir remis votre matériel en place. (remerciement adressé à quelqu’un qui a déjà rangé le matériel).

Antériorité par rapport à une autre action :
- Tu as oublié de lui téléphoner hier pour lui souhaiter un bon anniversaire ? Va la voir ce soir ! Elle te remerciera de t’être déplacé et elle te pardonnera. (antériorité de se déplacer par rapport à remercier).

C’est toujours lui qu’on emploie à la suite de la préposition après, sauf dans le cas des verbes manger, déjeuner, dîner, pour lesquels l’infinitif présent est admis. Ex :
- Après avoir longtemps hésité, j’ai décidé de changer de travail.
- Il s’est rendu compte qu’il avait oublié un sac dans le train après en être descendu.
- Nous irons vous voir après avoir déjeuné. / Nous irons vous voir après déjeuner.

Les deux phrases précédentes sont admises. L’interprétation de déjeuner n’est pas certaine ; certains le considèrent comme l’infinitif présent du verbe déjeuner et d’autres comme le nom déjeuner privé d’article.